# Fabiano Silveira
Fabiano Augusto Martins Silveira, né le 19 décembre 1974, est un homme politique brésilien.